# Лихачёв, Олег Эдуардович
Олег Эдуа́рдович Лихачёв (род. 20 сентября 1974, Казань, Татарстан, Россия) — российский шоумен, певец и актёр. Является основателем музыкального жанра «политическая эксцентрика», на который нацелено его творчество. Широко известен как автор песни «Владимир Путин — молодец!», которая стала мемом в Рунете после 2014 года. В 2021 году стал инициатором судебного процесса о плагиате данного трека в отношении рэпера Моргенштерна, отсудив у него 300 тысяч рублей. В 2018 году был внесён в «Книгу рекордов России» как «главный первокурсник страны». С 2014 по 2022 годы принимал участие в Международном Фестивале современной авторской военно-патриотической песни «Наши песни Войны и Победы» имени н. а. РСФСР Э. А. Хиля.

## Биография

### Ранние годы и начало деятельности
Олег Эдуардович Лихачёв родился 20 сентября 1974 года в Казани. В школе Олег особо не выделялся, учился на тройки, а иногда и на двойки, занимался футболом в спортивной секции «Рубин», а также играл в хоккей в дворовой команде «Факел». Первое вокальное выступление Олега состоялось в 7 лет, в КГУ на работе у мамы, где он исполнил песню «Солнечный круг» на русском и немецком языках. Будучи студентом вокального отделения музыкального училища, Лихачёв присоединился к Казанскому театру оперы и балета в качестве артиста миманса. Его дебютом стал персонаж гусляра в опере Римского-Корсакова «Царская невеста». Из-за финансовых трудностей, связанных с женитьбой и рождением сына Александра, в 2002 году ему пришлось покинуть театр. Спасением стал ресторан «Булгар», в котором Лихачёв поначалу пел, затем сел за диджейский пульт, а впоследствии стал и ведущим.
Первую эпизодическую роль Олег получил в Казани на съёмках сериала «Неотложка» в 2004 году. Хотя его первой пробой в кино была роль зека в массовке в 1995 году и 2001 году в массовке на кладбище, где по сюжету хоронили каких-то криминальных авторитетов. Позже он узнал, что это был сериал «Бригада». В дальнейшем Лихачёв сыграл эпизодические роли в популярных сериалах «Детективы», «Адвокат», «След», «СеняФедя», «СашаТаня», «Ивановы-Ивановы», «Горячая точка», «Жиза», «Прокурорская проверка», «Девушка средних лет», «Нюрнберг» и других проектах. Лихачёв считает, что продолжает актёрское дело деда — Георгия Ефимовича Егорова, народного артиста Татарской АССР, актёра, режиссёра, экс-директора Казанского драматического театра имени Качалова.
Следующим этапом в его карьере были выступления на корпоративах. Подавал заявки на участие в телевизионном проекте «Фабрика звёзд» и обращался к президенту Владимиру Путину в надежде на поддержку. Письмо спустили на «Первый канал», после чего ему лично позвонил руководитель дирекции музыкального вещания «Первого канала», Юрий Аксюта. На кастинге перед жюри он исполнил «’O sole mio». На тот момент Лихачёв уже имел несколько образований, включая кулинарное, музыкальное и журналистское. В 2007 году вместе со своей 68-летней мамой дошёл до полуфинала шоу «Минута славы».
В 2013 году участвовал в программе «Comedy баттл» на ТНТ, где исполнял песню «Ария натурала».

### Период песен про политику
По собственным словам, в 2014 году, после аннексии Крыма, услышав в Интернете песню-кричалку украинских футбольных фанатов «Путин — хуйло!», решил написать песню, которая впоследствии получила название «Владимир Путин — молодец!». Она сделала его широко известным, а клип на неё с участием его сына стал вирусным в Рунете. В дальнейшем певец начал сочинять песни, посвященные различным личностям и событиям, включая Рамзана Кадырова, патриарха Кирилла, президента Татарстана Рустама Минниханова, лидера ЛДПР Владимира Жириновского и царя Иоана Грозного. Все эти песни он объединил в альбом «Звёзды России», который был написан в жанре «патриотической эксцентрики». Олег признаётся, что его целью было выразить свою гражданскую позицию с долей юмора и иронии.
На пике своей популярности, благодаря песне о Путине, Олег Лихачёв начал гастролировать. В начале 2016 года его пригласили выступить на концерте для правительства Москвы. Он вспоминает, что зрители реагировали на его песню о Путине осторожно, так как текст припева был несколько эксцентрично хвалебным, но в то же время он был о президенте России. И потому, что было неясно, как реагировать, аплодисменты были сдержанными. За это выступление ему заплатили 25 тысяч рублей.
В начале 2015 года выпустил песню «Олигархи зажрались». В результате Олегу предложили вступить в партию «Коммунисты России». Он согласился, видя в этом возможность получения статуса депутата. В 2016 году он участвовал в выборах в Государственную думу России от «Коммунистов России» и написал несколько прокоммунистических песен для предвыборного ролика и партии. Позднее стал муниципальным депутатом Янцеварского сельского поселения в Пестречинском районе Татарстана, где население составляет 160 человек.
В 2016 году подал заявку на участие в «Евровидении-2017» с версией песни «Владимир Путин — молодец!», исполненной на английском языке, но оргкомитет не ответил на его запрос.
Через некоторое время подал судебный иск Владимиру Путину, требуя возместить моральный и материальный ущерб от его экономической политики. Олег потребовал «вернуть» не купленный дом с баней и гаражом, две иномарки, несостоявшийся статус «Звезда российской эстрады», а также «вернуть» бывшую супругу в семью. Однако суд отклонил его иск, ссылаясь на президентскую неприкосновенность.
В 2018 году, на фоне грядущего повышения пенсионного возраста, записал песню «Я отрекаюсь от Путина». В то же время, в апреле 2022 года, заявил о том, что «как поддерживал, так и поддерживает» внешнюю политику Владимира Путина. В дальнейшем продолжил выпускать музыку, отражающую провластную риторику.
В 2025 году Лихачёв выпустил политико-эксцентрическую песню «Просроченный Володя». В ней шоумен обыгрывает образ президента Украины Владимира Зеленского как «мальчика Вовы», ранее подающего надежды, но впоследствии предающего славянские интересы ради прозападного курса. Текст насыщен ироничными отсылками к политике Зеленского, предполагаемому сотрудничеству с западными структурами и дистанцированию от советского прошлого. Песня содержит элементы чёрного юмора, антивоенной риторики и намёки на исторические противоречия.

## Отзывы
В 2015 году о Лихачёве узнал Владимир Соловьёв. В своей программе на радио «Вести-24» Соловьёв шутил, что люди, исполняющие такие песни, хуже, чем создатели фильмов вроде «Левиафана», и что автор песни так глубоко «залез в задницу власти, что снаружи видны только ботинки». Это высказывание удивило Олега, и он ответил с иронией, говоря, что странно слышать такое от человека, который при жизни Путина написал хвалебную книгу о нём. Он добавил, что у Соловьёва, казалось бы, «уже и ботинок не видно».

## Личная жизнь
В 2018 году в телепередаче «ДНК» на канале «НТВ» Олег Лихачёв обратился к предполагаемым матерям своих биологических детей с целью знакомства, заявив, что в 1999 году, будучи студентом, сдавал сперму «на износ» (140 раз за всё время) и, по его словам, является биологическим отцом около 70 детей, рождённых в 2000—2001 годах (по другим данным — от 30 до 70 детей). Он охарактеризовал это как «миссию по восполнению интеллигенции в России» и способ материальной поддержки. Лихачёв направлял предложение Владимиру Путину, Дмитрию Медведеву, а также депутатам Государственной думы — присваивать донорам, сдавшим биологический материал более ста раз, звание «Почётный донор спермы России» и назначать пожизненную пенсию за вклад в демографический рост, однако инициатива не была поддержана, а Виталий Милонов высмеял шоумена. После выхода передачи супруга Лихачёва Татьяна подала на развод, который был оформлен в январе 2019 года, после 18 лет брака.
29 июня 2024 года Лихачев женился на 28-летней художнице и киноактрисе Дарье Рудольф.
В июле 2024 года, после скандального заявления Павла Дурова о наличии у него 100 донорских детей, Лихачёв обвинил его в плагиате. Олег заявил, что именно он является легендарным донором и первым в этом вопросе, а Дуров, благодаря своим связям и деньгам, выдал своё признание, как эксклюзив.

## Дискография

### Синглы
| Год  | Название                           | Иные исполнители | Альбом                      |
| ---- | ---------------------------------- | ---------------- | --------------------------- |
| 2012 | «Лихая песенка»                    | Рома Лихачев     | Внеальбомный сингл          |
| 2023 | «Владимир Путин — молодец!»        | Саша Лихачёв     | «Владимир Путин — молодец!» |
| 2023 | «Владимир Путин — молодец! (Live)» | Саша Лихачёв     | «Владимир Путин — молодец!» |
| 2023 | «Путин, Лукашенко, Кадыров»        | —                | Внеальбомные синглы         |
| 2023 | «Путин, Лукашенко, Кадыров»        | Никита Джигурда  | Внеальбомные синглы         |
| 2024 | «Иноагенты („Брат — наши дни“)»    | Dahra Hawk       | Внеальбомные синглы         |
| 2024 | «Солдаты России»                   | —                | Внеальбомные синглы         |
| 2024 | «Невероятная (Cover)»              | —                | Внеальбомные синглы         |
| 2025 | «Просроченный Володя»              | —                | Внеальбомные синглы         |
| 2025 | «Потону»                           | —                | Внеальбомные синглы         |

### Сборники
| №   | Название                                          | Длительность |
| --- | ------------------------------------------------- | ------------ |
| 1.  | «Владимир Путин — молодец!»                       | 3:18         |
| 2.  | «Vladimir Putin Very Good!»                       | 3:18         |
| 3.  | «Vladimir Poutine est gaillard!»                  | 3:19         |
| 4.  | «弗拉基米尔•普京，好样的!» (совм. с Фенсяном)     | 3:20         |
| 5.  | «Патриарх всея Руси (Кириллу)»                    | 3:49         |
| 6.  | «Однозначно — Жириновский!»                       | 3:50         |
| 7.  | «Рамзан Кадыров — кардаш»                         | 3:39         |
| 8.  | «Рустам Минниханов — наш рулевой»                 | 2:45         |
| 9.  | «Грозный Иван (Иоанну Грозному)»                  | 3:33         |
| 10. | «Алла Борисовна Пугачёва»                         | 3:56         |
| 11. | «Мне приснилась Бузова»                           | 3:32         |
| 12. | «Ласковый Басков» (совм. со «Смысл есть»)         | 3:17         |
| 13. | «Морген-вирус (Моргенштеру)» (при уч. ДжерриЯ)    | 2:12         |
| 14. | «Тимати krut»                                     | 2:39         |
| 15. | «Стас Михайлов»                                   | 3:29         |
| 16. | «О, Валери! (Валерии)» (совм. с Жанной Лихачёвой) | 4:36         |
| 17. | «Весенний листопад (Владу Листьеву)»              | 3:54         |

| №   | Название                                                   | Длительность |
| --- | ---------------------------------------------------------- | ------------ |
| 1.  | «Россия богом нам дана»                                    | 4:20         |
| 2.  | «Орден мужества — посмертно» (совм. с Александром Савиным) | 3:52         |
| 3.  | «Земной поклон вам, ветераны!»                             | 3:55         |
| 4.  | «Гимн героизму женщин войны»                               | 4:00         |
| 5.  | «Не долетели... (Хору Александрова)»                       | 3:54         |
| 6.  | «Сгорели заживо (Детям Кемерово)»                          | 3:33         |
| 7.  | «Траурный марш со словами»                                 | 3:24         |
| 8.  | «ФСБ — ангелы России»                                      | 2:45         |
| 9.  | «Гимн медиков России (Верности клятве Гиппократа)»         | 3:03         |
| 10. | «Гимн геологов России»                                     | 3:12         |
| 11. | «Коммунисты России (Гимн партии)»                          | 2:49         |
| 12. | «Гимн коммунистов Татарстана»                              | 3:05         |
| 13. | «Товарищ «Максим» (Легендарному пулемёту)»                 | 2:53         |
| 14. | «Олигархи зажрались!»                                      | 3:41         |
| 15. | «Матушка моя, поднимись!»                                  | 3:11         |
| 16. | «Великая страна (Отгремела, став историей…)»               | 4:15         |
| 17. | «Донбасс — мы не оставим вас!»                             | 3:59         |
| 18. | «Снежная молитва»                                          | 3:52         |
| 19. | «Поверь в себя — ты лучший! (Гимн мужиков России)»         | 4:22         |

| №   | Название                                                 | Длительность |
| --- | -------------------------------------------------------- | ------------ |
| 1.  | «Затону»                                                 | 3:33         |
| 2.  | «Не бойтесь любить»                                      | 3:50         |
| 3.  | «Мамочка» (совм. с Сашей Лихачёвым и Татьяной Лихачёвой) | 4:02         |
| 4.  | «Не играй с любовью в прятки»                            | 3:51         |
| 5.  | «Поздравляю тебя с днём рождения!»                       | 3:42         |
| 6.  | «Плачет душа»                                            | 2:14         |
| 7.  | «Я помню всё…» (совм. с Лилия Чугуновой)                 | 3:46         |
| 8.  | «Да будет вечно мать!»                                   | 4:37         |
| 9.  | «Не разводись, не уходи»                                 | 4:20         |
| 10. | «Дружба мужская»                                         | 4:46         |
| 11. | «Лей, лаве-солнце, лей» (совм. с ДжерриЯ)                | 3:57         |
| 12. | «Аяяй» (совм. с ДжерриЯ)                                 | 2:11         |
| 13. | «Я не могу не помнить о тебе»                            | 3:42         |
| 14. | «Я знаю, я смогу!»                                       | 3:00         |
| 15. | «Я люблю тебя, всю тебя!»                                | 3:24         |

## Фильмография
По информации из «Кинориум».
- 2013 — «СашаТаня»
- 2014 — «Девушка средних лет»
- 2016 — «Жизнь сначала»
- 2017 — «Ивановы-Ивановы»
- 2018 — «#СеняФедя»
- 2020 — «Горячая точка»
- 2020—2021 — «Миша портит всё»
- 2021 — «Стенограмма судьбы»
- 2022 — «Жиза»